# Percé
Pour les articles ayant des titres homophones, voir Persé, Percée et Persée (homonymie).
Percé est une ville du Québec (au Canada) située à la pointe de la péninsule gaspésienne en face du célèbre rocher Percé et de l'île Bonaventure. Si le village centre de Percé s'étend sur environ trois kilomètres entre le Pic de l'Aurore et la Côte Surprise, la nouvelle ville, constituée en 1971, comprend le territoire des cantons de Percé et Malbaie. On y retrouve donc depuis les communautés de Barachois, Belle-Anse, Bougainville, Bridgeville, Cap-d'Espoir, Cannes-de-Roches, Coin-du-Banc, L'Anse-à-Beaufils, Pointe-Saint-Pierre, Rameau, Saint-Georges-de-Malbaie et Val-d'Espoir.
Percé, reconnue mondialement pour la beauté de son paysage et de son patrimoine bâti, est membre de l'Association des plus beaux villages du Québec.

## Toponymie
Elle doit son nom au rocher Percé. Samuel de Champlain mentionne cette merveille dès 1603 sous l'appellation « Isle Percée ».
Les Micmacs, premiers habitants, identifient ces lieux sous les appellations de Sigsôq (rochers escarpés) et de Pelseg (place de pêche).
Autre nom connu : cap de Pratto.

### Microtoponymie

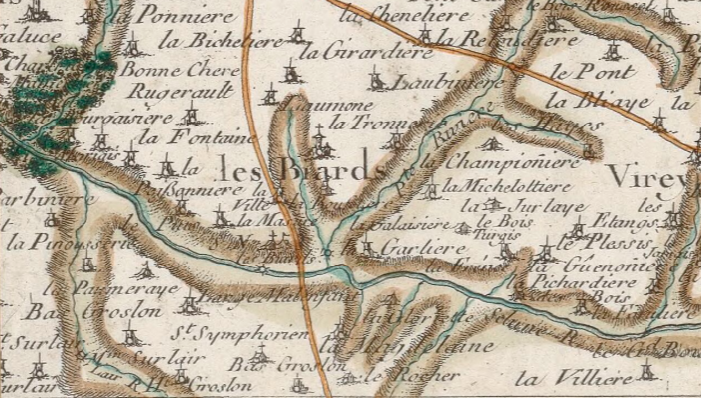
Ancienne paroisse des Biards.

Rue des Biards : ( idem pour le restaurant des Biards) tient son nom des origines de famille d'immigrants venant des Biards (F-50600 Saint-Hilaire-du-Harcouët) ,.
Pointe de Prével : nom de famille fréquent en Normandie et particulièrement dans la Manche.

## Histoire
La ville actuelle est le résultat du regroupement en 1971 de cinq municipalités : Percé, Cap-d'Espoir, Barachois, Bridgeville et Saint-Pierre-de-la-Malbaie No 2.
Aujourd'hui, on distingue, outre le village de Percé au centre, les localités suivantes:
- au nord et à l'est,
  - Cannes-de-Roches,
  - Coin-du-Banc,
  - Bridgeville,
  - Barachois,
  - Belle-Anse,
  - Pointe-Saint-Pierre,
  - Saint-Georges-de-Malbaie,
  - Prével ;
- au sud et à l'ouest,
  - L'Anse-à-Beaufils,

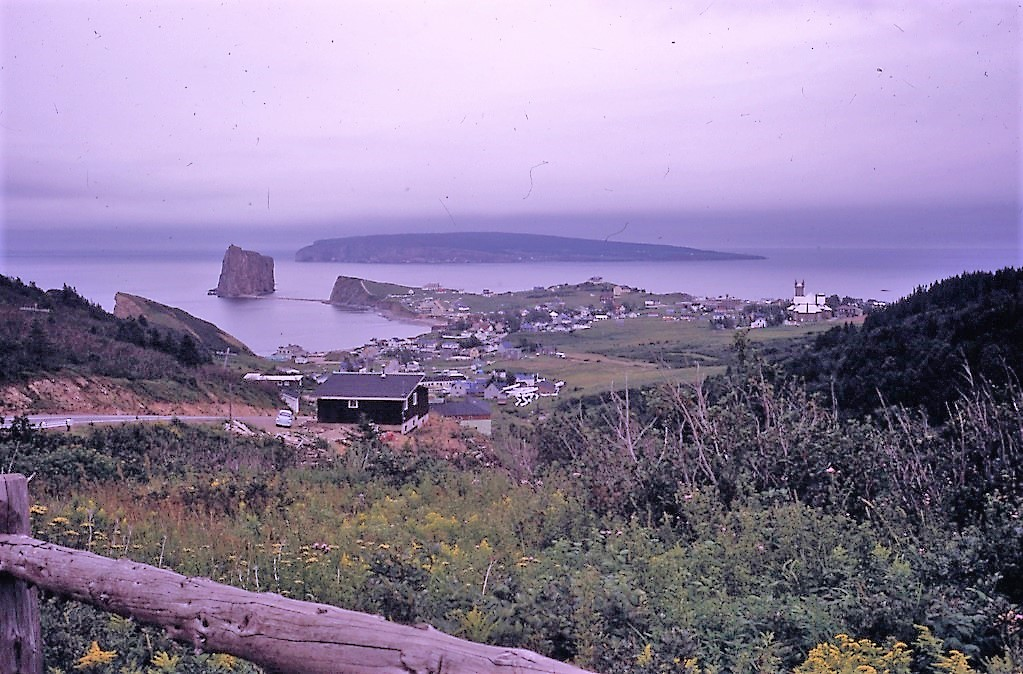
Percé en 1969.

  - Val-d'Espoir (ancien territoire non organisé),
  - Cap-d'Espoir[11].

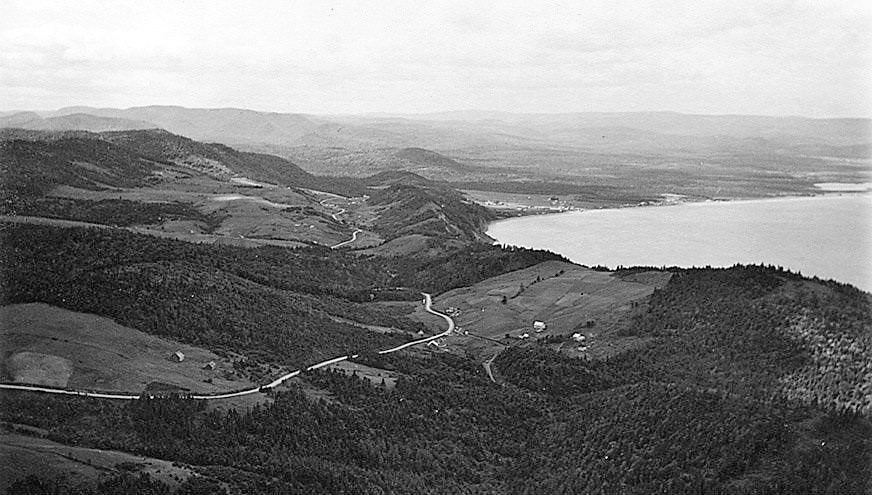
Cannes-de-Roches.
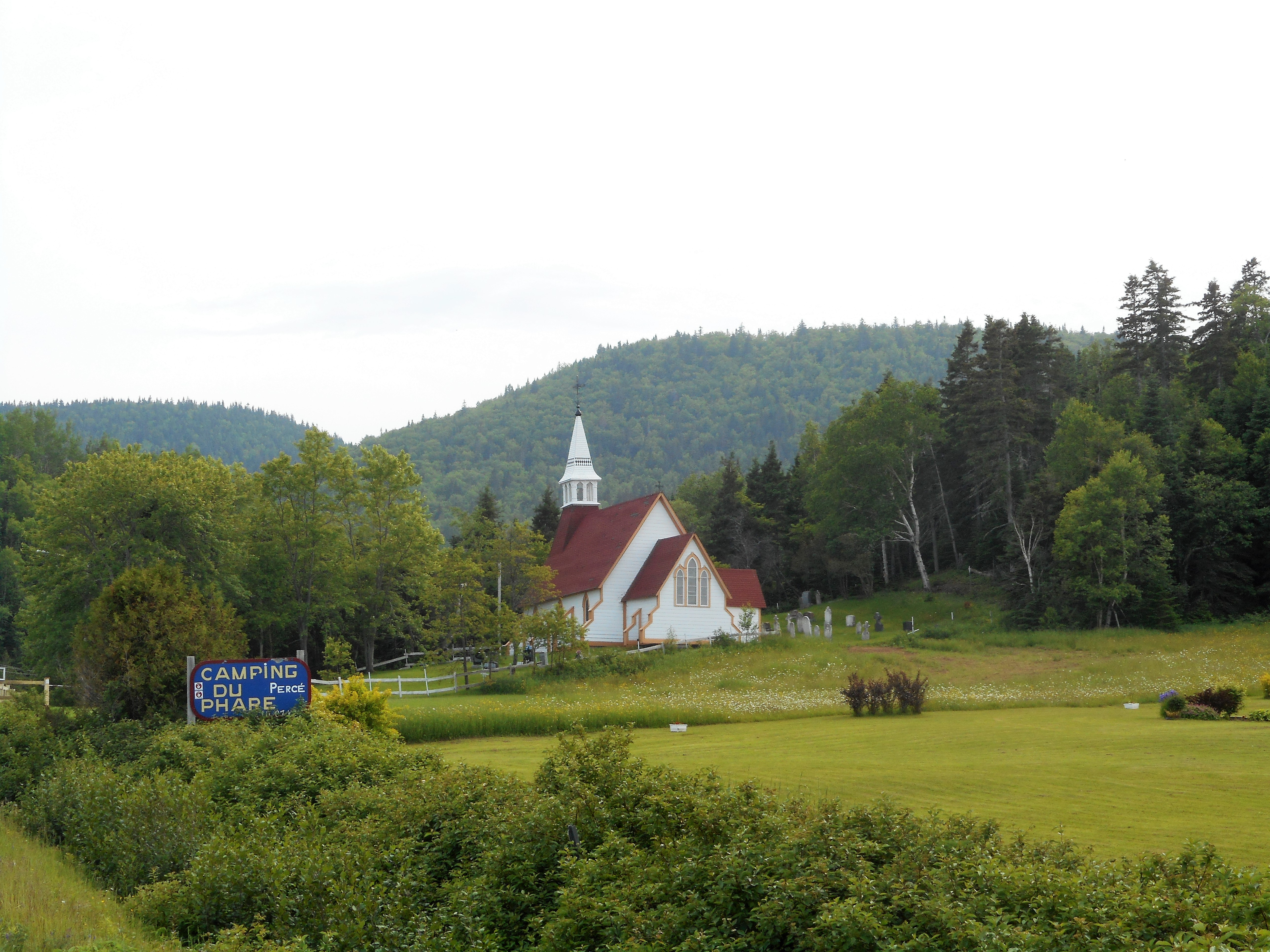
Coin-du-Banc.
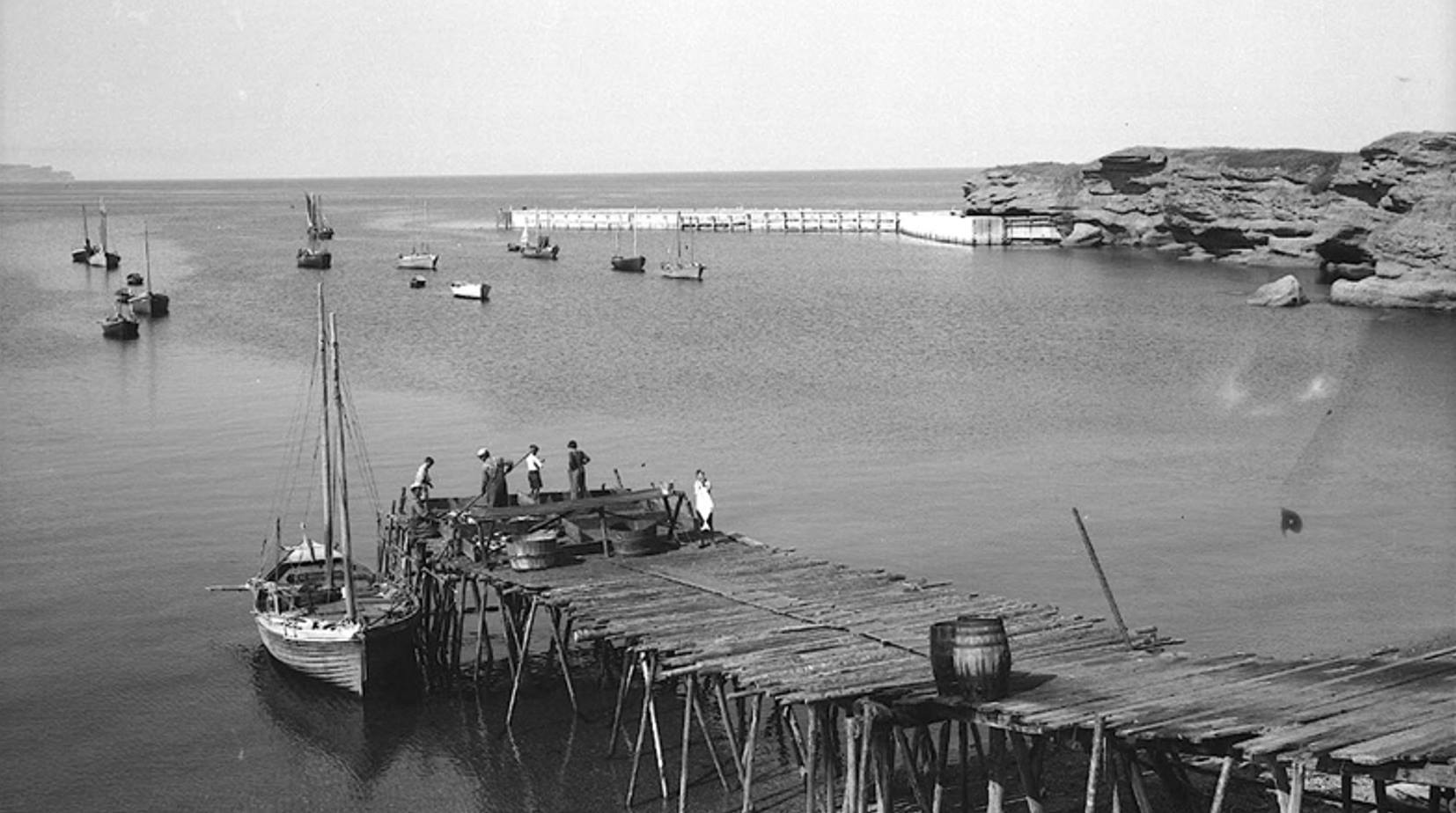
Pointe Saint-Pierre.

Depuis plus de 8 000 ans, les Micmacs vivent dans la région.
Avant 1534, des pêcheurs européens d'origines basque, bretonne et normande y venaient pour prendre de la morue.
En juillet 1534, lors de son premier voyage, Jacques Cartier passe par Percé avant d'aller planter sa croix à Gaspé.
En 1652 est créée la seigneurie de Percé.
Le 16 mai 1659, François de Montmorency-Laval fait escale à Percé où il célèbre sa première messe en Nouvelle-France et confirme 140 fidèles dont 55 Micmacs.
En 1672 arrivent les premiers colons. La généalogie de certaines familles et la toponymie reflètent des origines en Normandie, en particulier de Chausey, Saint-Hilaire-du-Harcouët ( Biards, Prével) et des départs du port de Granville mais certaines familles trouvent des ascendances dans toute l'Europe.
En 1690 des soldats anglais détruisent tous les bâtiments du village de Percé.
En 1760 Percé renaît avec l'arrivée de Loyalistes.
Le 17 juin 1845 une arche du rocher Percé s'écroule.
Le 26 juin 1969, le couple Jacques Mesrine et Jeanne Schneider quitte l'hôtel Les Trois Sœurs à Percé, où il s'était réfugié, et franchit illégalement la frontière des États-Unis. Le 30 juin, le corps étranglé d'Évelyne Le Bouthilier, patronne de l'hôtel, est découvert dans sa résidence à Percé.
Après une série de tempêtes qui ont détruit l’ancienne promenade, la Ville finalise en 2018 son projet de protection et de réhabilitation du littoral où les visiteurs peuvent maintenant profiter d’une nouvelle promenade aménagée.
Divers prix nationaux lui sont attribués pour ces projets. L’École internationale d’été de Percé, en partenariat avec  l’Université Laval, offre, depuis plusieurs années, des cours universitaires à la villa Frederick-James, située sur le bord de la falaise.
Diverses facultés y ont offert des cours notamment la faculté d’aménagement, d’architecture, d’art et de design et la faculté des lettres et des sciences humaines. L’école a reçu plusieurs artistes tels que Armand Vaillancourt, comme chargé de cours.

## Géographie
La municipalité est située sur la rive du golfe du Saint-Laurent.
Son territoire comprend deux cantons : Malbaie (au nord) et Percé (au sud). Chaque canton mesurant environ 16 km par 16 km, la somme des deux donne environ 500 km2.
Le point Nord-Ouest se situe à 48° 41′ 48″ N, 64° 27′ 00″ O.
Le point Nord-Est se situe à 48° 41′ 48″ N, 64° 15′ 27″ O à Prével.
Le point Sud-Ouest se situe à 48° 24′ 59″ N, 64° 23′ 24″ O à Cap-d'Espoir.
L'est du territoire suit la côte du golfe du Saint-Laurent faite de pointes et d'anses.
La pointe Saint-Pierre est au nord à 48° 37′ 33″ N, 64° 10′ 05″ O.
En descendant vers le sud, La Malbaie à 48° 35′ 00″ N, 64° 13′ 58″ O creuse le littoral sur 10 km.
Puis vient le Rocher Percé à 48° 31′ 27″ N, 64° 11′ 58″ O et l'île Bonaventure à 48° 29′ 38″ N, 64° 09′ 38″ O.
Enfin il y a l'anse à Beaufils à 48° 28′ 42″ N, 64° 17′ 03″ O et le cap d'Espoir à 48° 25′ 08″ N, 64° 19′ 00″ O.

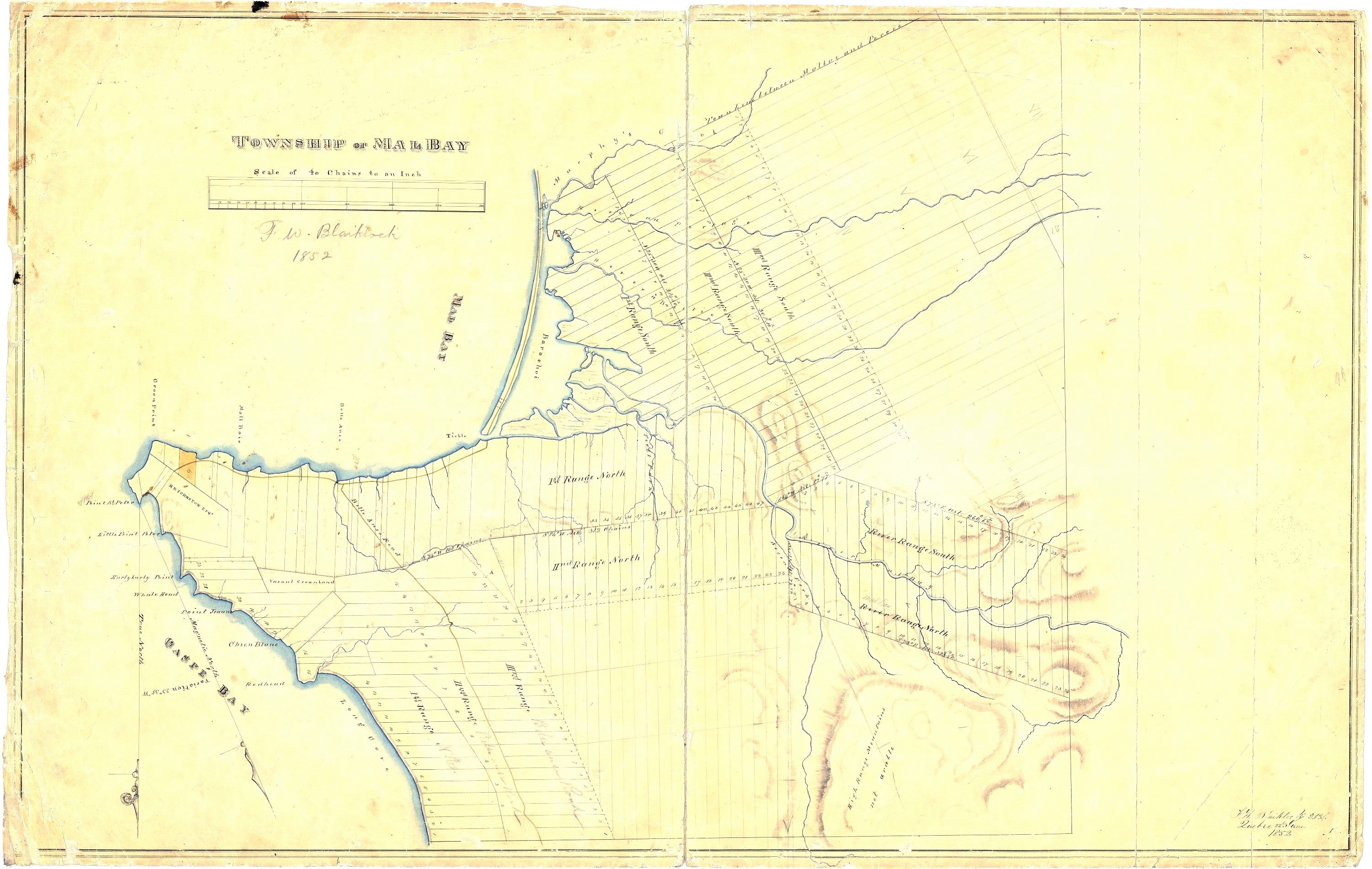
Canton de Malbaie, 1852 (Le nord est en bas.)
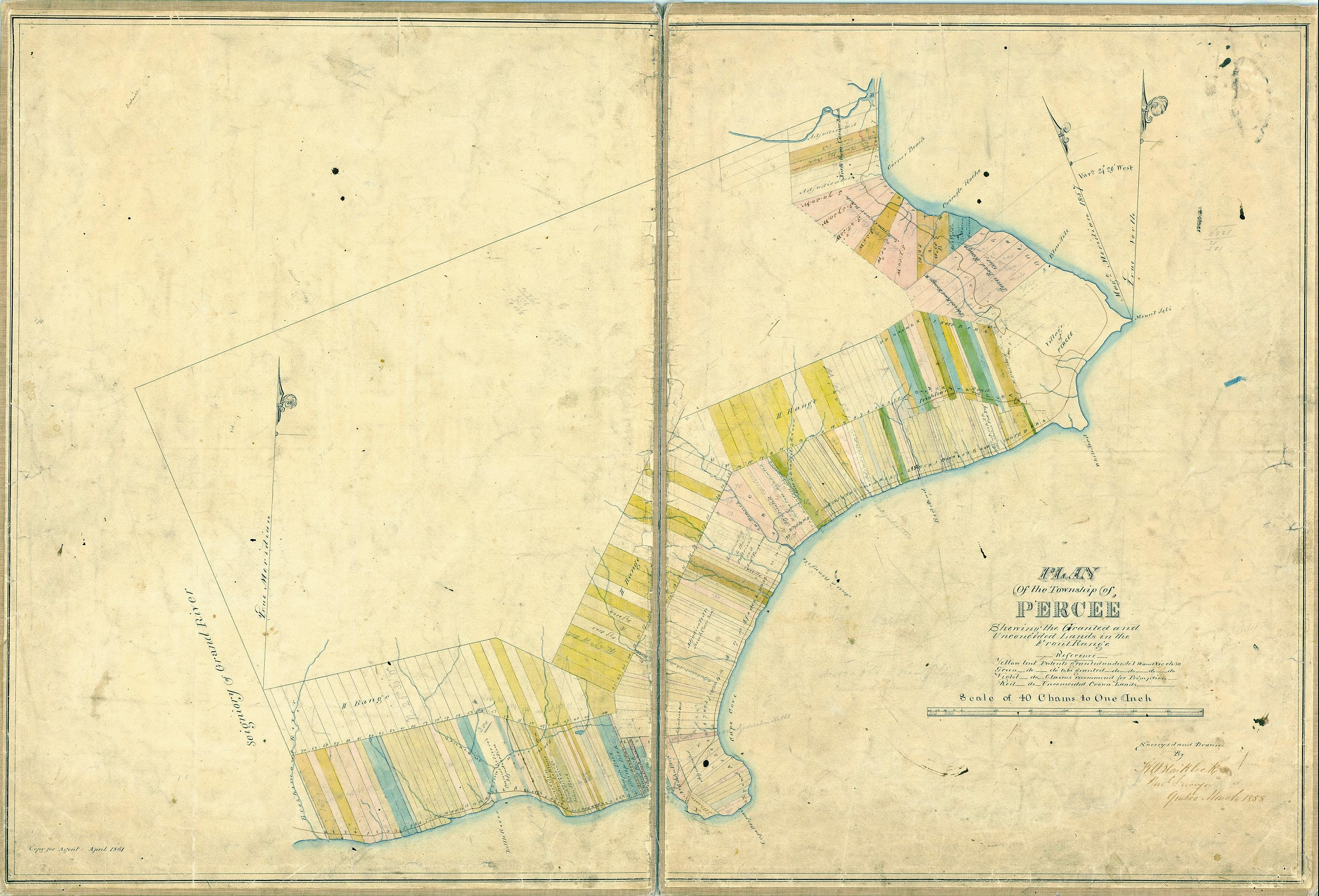
Canton de Percé, 1858

Des rivières coulent des montagnes à l'ouest vers la côte. Du nord au sud, se présentent :
- Rivière Malbaie
- Rivière Beattie
- Rivière du Portage
- Rivière Murphy
- Rivière de l'Anse à Beaufils

Parmi les montagnes, les plus hauts sommets sont :
- Mont Blanc (altitude de 370 mètres[15]) à 48° 31′ 33″ N, 64° 14′ 41″ O
- Mont Sainte-Anne (340 mètres) à 48° 31′ 13″ N, 64° 14′ 02″ O

## Démographie

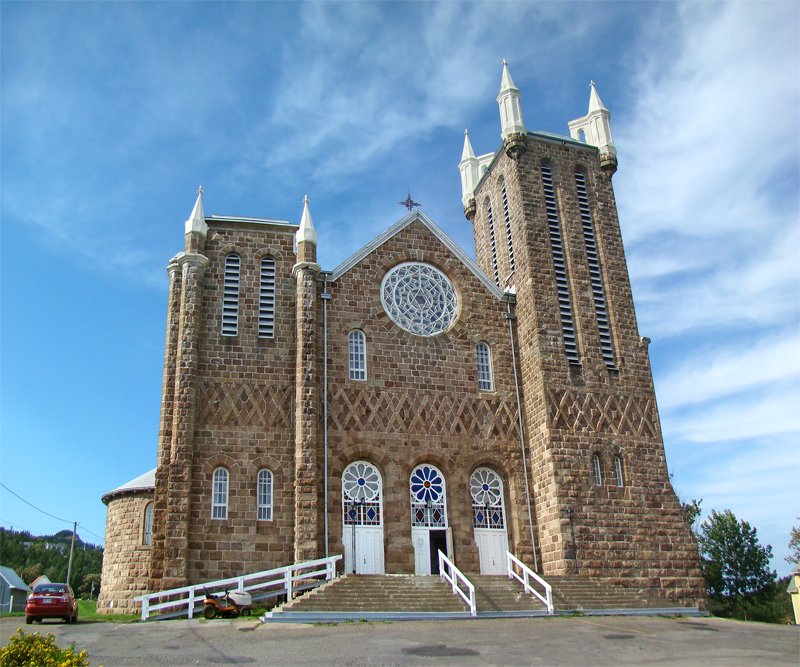
Église Saint-Michel de Percé.

| 1971  | 1976  | 1981  | 1986  | 1991  | 1996  |
| ----- | ----- | ----- | ----- | ----- | ----- |
| 5 617 | 5 198 | 4 839 | 4 686 | 4 028 | 3 993 |

| 2001  | 2006  | 2011  | 2016  | 2021  | - |
| ----- | ----- | ----- | ----- | ----- | - |
| 3 614 | 3 419 | 3 312 | 3 103 | 3 095 | - |

| Année | Municipalité                    | Population | Total |
| ----- | ------------------------------- | ---------- | ----- |
| 1861  | Percé                           | 2 720      |       |
| 1861  | Malbaie                         | 1 077      | 3 797 |
| 1871  | Percé                           | 1 743      |       |
| 1871  | L'Anse-du-Cap                   | 1 533      |       |
| 1871  | Malbaie                         | 1 387      | 4 663 |
| 1881  | Percé                           | 1 805      |       |
| 1881  | L'Anse-du-Cap                   | 1 490      |       |
| 1881  | Saint-Pierre de la Malbaie      | 1 545      | 4 840 |
| 1891  | Percé                           | 1 497      |       |
| 1891  | L'Anse-du-Cap                   | 1 800      |       |
| 1891  | Malbaie                         | 1 827      | 5 124 |
| 1901  | Percé                           | 1 868      |       |
| 1901  | L'Anse-du-Cap                   | 2 294      |       |
| 1901  | Malbaie                         | 1 993      | 6 155 |
| 1911  | Percé                           | 1 768      |       |
| 1911  | L'Anse-du-Cap                   | 2 510      |       |
| 1911  | Malbaie                         | 2 428      | 6 706 |
| 1921  | Percé                           | 1 472      |       |
| 1921  | L'Anse-du-Cap                   | 2 503      |       |
| 1921  | Malbaie No 1                    | 1 241      |       |
| 1921  | Malbaie No 2                    | 1 270      | 6 486 |
| 1931  | Percé                           | 1 520      |       |
| 1931  | L'Anse-du-Cap                   | 1 735      |       |
| 1931  | Saint-Pierre-de-la-Malbaie No 1 | 1 422      |       |
| 1931  | Saint-Pierre-de-la-Malbaie No 2 | 1 300      | 5 977 |
| 1941  | Percé                           | 1 192      |       |
| 1941  | Cap-d'Espoir                    | 2 527      |       |
| 1941  | Saint-Pierre-de-la-Malbaie No 1 | 1 010      |       |
| 1941  | Bridgeville                     | 810        |       |
| 1941  | Saint-Pierre-de-la-Malbaie No 2 | 1 318      | 6 857 |
| 1951  | Percé                           | 1 766      |       |
| 1951  | Cap-d'Espoir                    | 2 017      |       |
| 1951  | Saint-Pierre-de-la-Malbaie No 1 | 915        |       |
| 1951  | Bridgeville                     | 1 016      |       |
| 1951  | Saint-Pierre-de-la-Malbaie No 2 | 1 232      | 6 946 |
| 1956  | Percé                           | 1 636      |       |
| 1956  | Cap-d'Espoir                    | 2 140      |       |
| 1956  | Barachois                       | 887        |       |
| 1956  | Bridgeville                     | 1 061      |       |
| 1956  | Saint-Pierre-de-la-Malbaie No 2 | 1 333      | 7 057 |
| 1961  | Percé                           | 1 723      |       |
| 1961  | Cap-d'Espoir                    | 1 986      |       |
| 1961  | Barachois                       | 779        |       |
| 1961  | Bridgeville                     | 1 015      |       |
| 1961  | Saint-Pierre-de-la-Malbaie No 2 | 1 164      | 6 667 |
| 1966  | Percé                           | 1 481      |       |
| 1966  | Cap-d'Espoir                    | 1 649      |       |
| 1966  | Barachois                       | 571        |       |
| 1966  | Bridgeville                     | 1 018      |       |
| 1966  | Saint-Pierre-de-la-Malbaie No 2 | 1 082      | 5 801 |

## Héraldique
| Vaillance et persévérance |
| ------------------------- |

| L'écu de Percé se blasonne ainsi : D'azur à une morue courbée posée en fasce, accompagnée en chef d'une représentation du rocher de Percé et en pointe d'un trilobite posé en pal, le tout d'or. |

Le conseil municipal mandate un comité afin de travailler avec l’Autorité héraldique du Canada pour doter la Ville de Percé d’armoiries officielles en 1994.
De longes années auront été nécessaires pour arriver à un résultat répondant aux attentes de la Ville et aux exigences de l’Autorité héraldique du Canada.
En 1998, Son Excellence Roméo Leblanc procéda à la présentation officielle des armoiries pour la Ville de Percé.

## Image de la ville

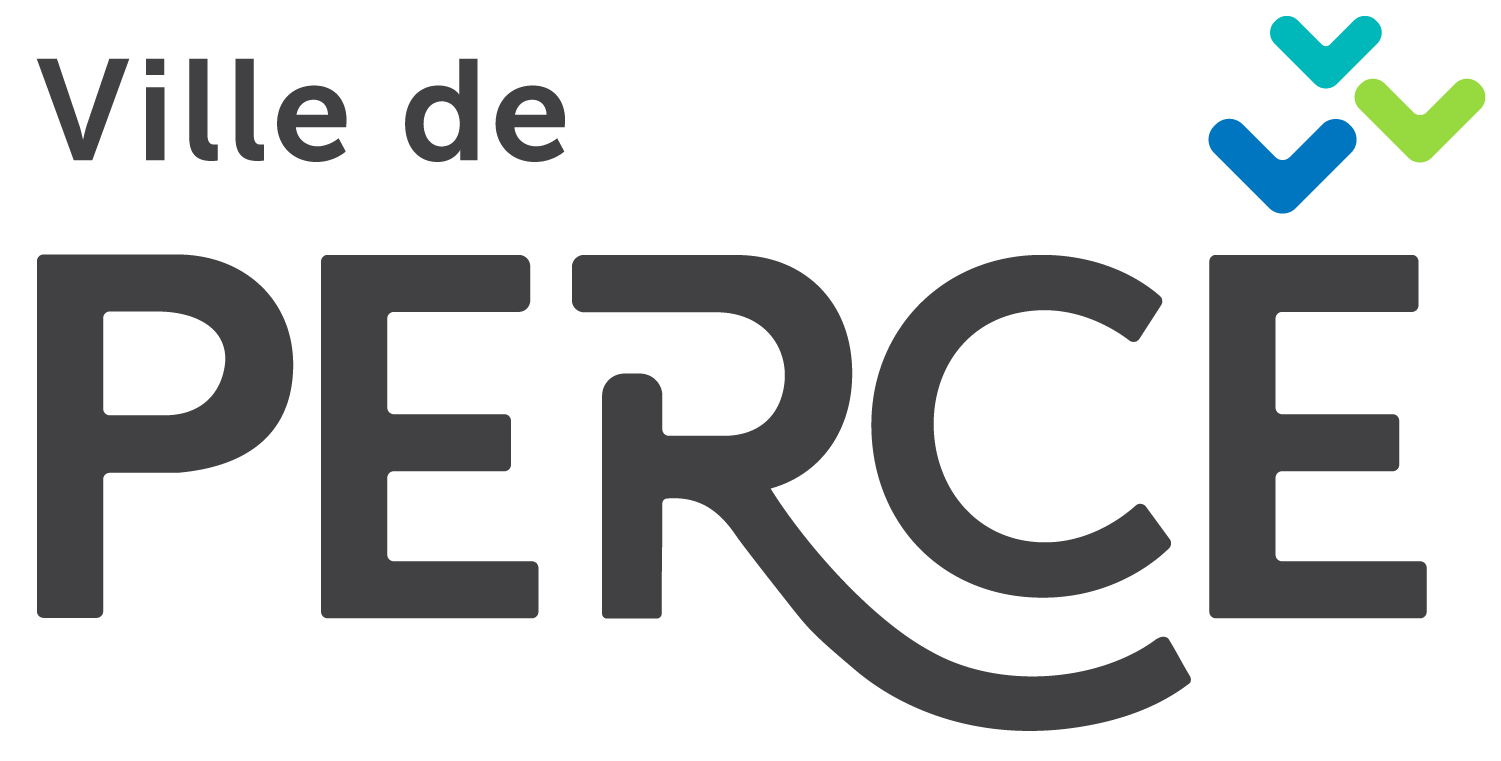
Image Ville de Percé.

Dans un processus de développement économique, d’innovation et de positionnement stratégique, la ville de Percé s’est dotée d’une nouvelle image de marque afin de réunir les éléments importants de l’histoire et de la culture et d’illustrer les couleurs et les symboles importants de la ville.
Cette image de la ville dépeint les couleurs des activités locales, du paysage environnant, et des différents  labels reçus en matière de protection patrimoniale et environnementale. Parmi les éléments principaux de représentation, on retrouve : la faune et la flore de Percé, des références à l’agriculture ou à la beauté de ses paysages.

## Administration
Les élections municipales se font en bloc et suivant un découpage de six districts.
| Percé Maires depuis 2003                                                                                             |                   |                                     |          |
| Élection | Maire             | Qualité                             | Résultat |
| 2003 | Georges Mamelonet | Député libéral de Gaspé (2008-2012) | Voir     |
| 2005 | Georges Mamelonet | Député libéral de Gaspé (2008-2012) | Voir     |
| 2008 | Denis Cain        |                                     | n/d      |
| 2009 | Bruno Cloutier    |                                     | Voir     |
| 2013 | André Boudreau    |                                     | Voir     |
| 2017 | Cathy Poirier     |                                     | Voir     |
| 2021 | Cathy Poirier     | Voir                                |          |
| Élection partielle en italique Depuis 2005, les élections sont simultanées dans toutes les municipalités québécoises |                   |                                     |          |

## Partenariat et collaborations
À la suite de son élection en 2017, la mairesse Cathy Poirier entame des consultations citoyennes pour l’établissement d'une planification de la ville. En 2019, elle embauche un nouveau directeur général à la Ville, Jean-François Kacou.
Cathy Poirier lui confie la mission de consolider et d’organiser la planification stratégique de Percé qui est adoptée par le conseil municipal courant 2020. Les initiatives et innovations mises en place découlent d'une planification stratégique basée sur trois axes: le leadership, l'éco-conscientisation et l'autonomie.
Parmi les objectifs stratégiques, la Ville de Percé escompte réduire de 8 % les coûts d’exploitation de la municipalité, consolider le statut de protection de Percé en tant que « territoire du géoparc mondial UNESCO » sur le plan patrimonial et environnemental. Aussi, la Ville espère répartir de façon égale la migration sur le territoire, augmenter la population  et positionner Percé comme un partenaire municipal de choix dans la crédibilité économique du Québec.
Depuis 2019, la Ville de Percé travaille en partenariat avec la Régie intermunicipale de traitement des matières résiduelles de la Gaspésie (RITMRG) à l'élaboration d’une une rue commerciale éco-consciente. Il s'agit  d'une rue qui sera construite avec une nouvelle formulation d'asphalte produite à base de plastique recyclé. En partenariat avec Consulchem, l’École de technologie supérieure (ÉTS) et l'Université Laval, la Régie intermunicipale de traitement des matières résiduelles de la Gaspésie (RITMRG) est responsable de développer la formulation innovante pour l'asphalte.

## Transport

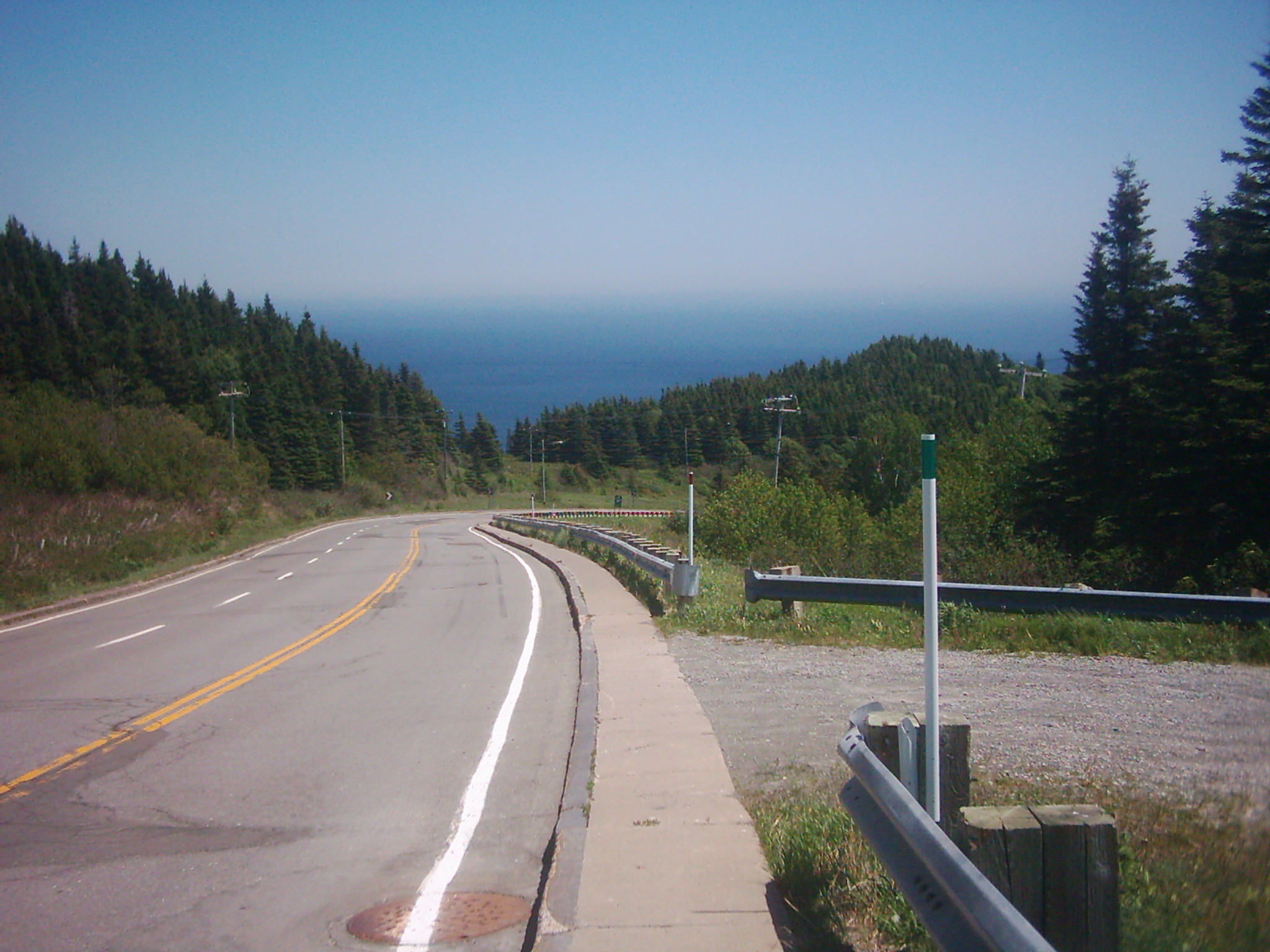
La route 132 à Percé.

La route 132 traverse tout le territoire. La route Lemieux permet de contourner le village de Percé.
Des autocars d'Orléans Express effectuent une fois par jour le trajet Montréal-Gaspé et Gaspé-Montréal, passant par Percé.
Le train Chaleur de VIA Rail effectuait trois fois par semaine l'aller-retour entre Montréal et Gaspé. Depuis 2012, il n'y a pas de service. Le gouvernement du Québec est devenu propriétaire du chemin de fer de la Gaspésie en mai 2015. À partir de 2017, la voie ferrée a commencé à être réhabilitée. On prévoit le retour du service pour passagers en 2025.
Depuis 2012, la Régie inter-municipale de transport Gaspésie – Îles-de-la-Madeleine (RÉGÎM) a la responsabilité d'organiser les services de transport collectif sur le territoire de la Gaspésie-Les Îles.
L'aéroport Michel-Pouliot de Gaspé situé à environ 40 km de route au nord du village de Percé et l'aéroport du Rocher-Percé, à 35 km au sud  permettent de s'y rendre en avion.

## Économie
Le principal secteur d'activités économiques est le tourisme en raison de la présence du rocher Percé ainsi que de l'Île Bonaventure et ses fous de Bassan. On calculait d'ailleurs que 60 000 visiteurs par année marchaient au pied du rocher. Par contre, il est maintenant non recommandé pour les visiteurs de s'approcher à moins de 500 mètres de celui-ci en raison des risques d'éboulement.
Les deux attraits principaux de la ville de Percé sont:
- Le Parc national de l'île Bonaventure et du Rocher-Percé
- Le Géoparc Mondial UNESCO de Percé

Percé a un fort positionnement touristique au Québec et à l'international et est une locomotive de l'industrie touristique pour la Gaspésie. C'est une icône de l'industrie touristique du Québec et du Canada. Les efforts réalisés au cours des dernières années ont permis de stimuler et de diversifier son économie grâce au tourisme, le principal créneau d'activité économique de la ville.
Avec plus de 500 000 visiteurs par an, la ville de Percé joue un rôle important dans l'économie touristique québécoise, et a été récompensée pour sa qualité de vie indéniable.

## Développement Économique
Au cœur du développement de la ville de Percé, on retrouve trois grands projets majeurs:

### Rue commerciale éco consciente — Développement urbain du Piémont
Depuis 2019, la Ville de Percé travaille en partenariat avec la Régie intermunicipale de traitement des matières résiduelles de la Gaspésie (RITMRG) à l’élaboration de ce projet. Grâce à ce développement urbain, la ville de Percé escompte augmenter la population de 20%, constater un solde migratoire positif, répartir de façon égale la migration sur le territoire et promouvoir la dynamique de la ville.
La rue commerciale éco-consciente est consacrée à l’innovation en matière de recyclage avec un mobilier urbain fait à partir d'un mélange de bois et de plastiques recyclés et le trottoir de ciment et de verres concassés. Pour la Ville de Percé, ce projet, qui, en plus d’être un levier économique, contribuera à apporter une solution intelligente dans le recyclage des matières résiduelles polluantes telles que : les plastiques et le verre.

### Parc municipal de la rivière Émeraude
Afin d'intervenir en réponse à l’augmentation fulgurante de l’achalandage et assurer la préservation de ce joyau naturel, le projet du Parc municipal de la Rivière Émeraude offre une expérience de visite respectueuse de la nature en accord avec les standards internationaux dans un lieu sécurisé, accessible pour tous et offrant une diversité d’expériences. La mission du parc est d’optimiser la valeur du site pour en faire un produit  s’ajoutant à l’offre touristique existante de Percé tout en encadrant la fréquentation des lieux dans le respect de la faune et de la flore.

### École d'agriculture et de permaculture de Val-d'Espoir (Percé)

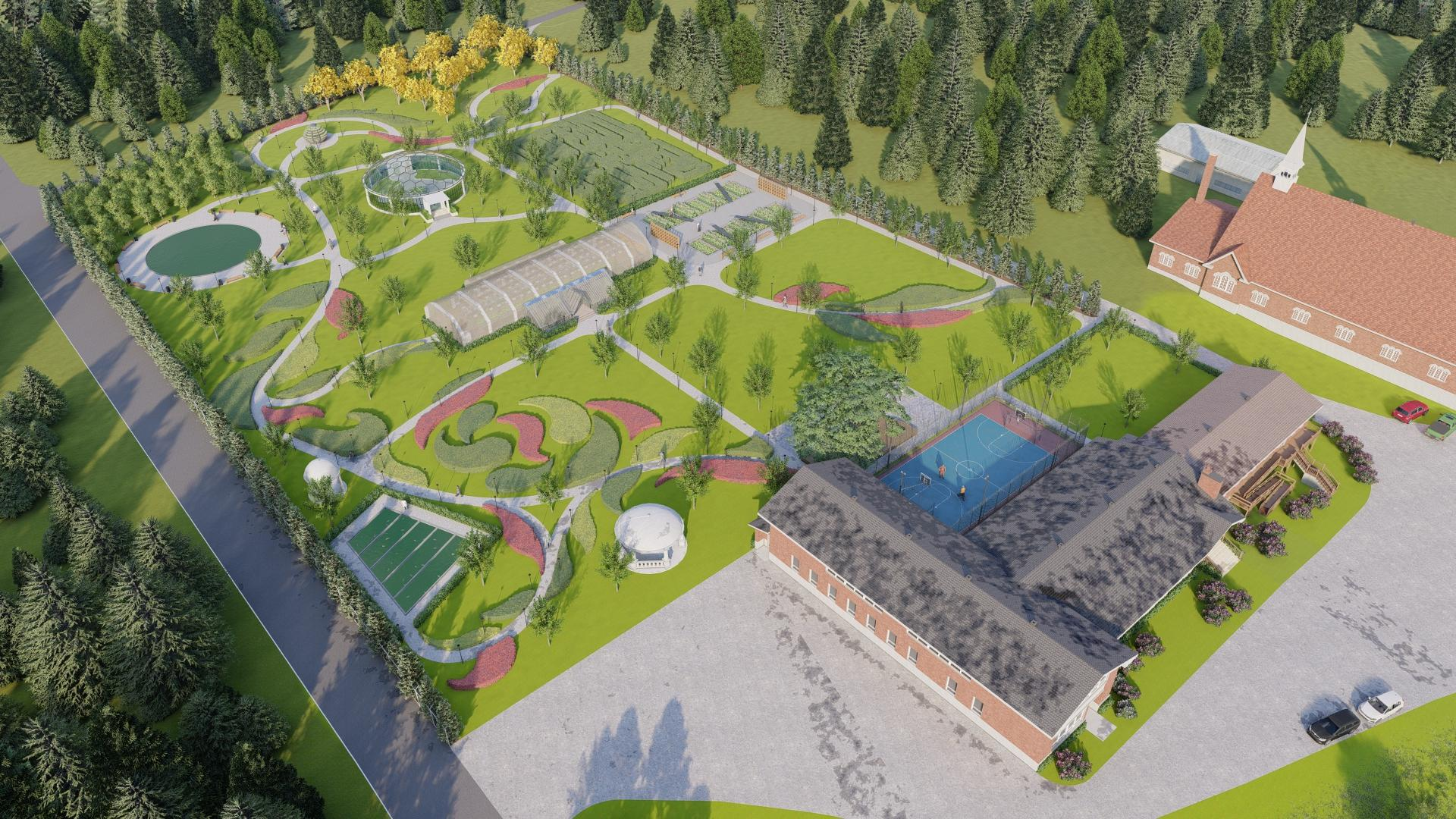
Plan École Permaculture Percé.

En 2018, la ville de Percé amorce la réflexion autour de la création de la première école de permaculture et d’agriculture innovante du Québec à Val-d'Espoir.
Le projet est porté par la Société de développement économique de Percé (SDEP). La SDEP est un organisme à but non lucratif qui a pour mission d'incuber, développer, promouvoir et propulser des projets à vocation socio-économique sur le territoire de Percé et des projets d'investissement dans le respect des principes du développement durable.
Cette école de permaculture et d’agriculture innovante de Val-d'Espoir à Percé vise à renforcer la production alimentaire locale et à accroître l’autonomie et la résilience de la région en matière agricole tout en respectant les principes du développement durable.
L'École offre différents types de formations qui facilitent le savoir-faire agricole de la population et des visiteurs en partenariat avec les agriculteurs afin de sensibiliser la population aux avantages de la consommation locale. Ainsi, l'école de permaculture et d’agriculture innovante de Val-d’Espoir participe à la promotion du développement local et à la prise en charge du milieu par la communauté .

### Espace culturel et des congrès de Percé
La Ville de Percé travaille sur l’incubation d’un important projet patrimonial et de développement économique. Il se concentre sur le recyclage de l'église Saint-Michel de Percé, ainsi que deux autres bâtiments d'intérêt patrimonial – le Pratto et l'ancien entrepôt frigorifique – en espace culturel et de congrès.
La Ville de Percé entreprends de reconvertir ces trois bâtiments qui constitueront un campus évènementiel au centre de Percé pour accueillir des évènements corporatifs et autres groupes particuliers. Ceci inclut des lieux de rassemblements, des ateliers et des espaces pouvant accueillir des expositions et des créations artistiques.

### Zone d'innovation de l'est de Percé
La Ville de Percé travaille sur le projet de développement de la Zone d’innovation de l’Est. Cette zone d’innovation en intelligence artificielle a pour mission de créer un espace destiné à l’attraction d’investissements étrangers dans la fine pointe de la technologie et développer un hub d’innovation en transport interrégional.

## Société de développement économique de Percé (SDEP)
La SDEP est un organisme à but non lucratif qui a pour mission d'incuber, développer, promouvoir et propulser des projets à vocation socio-économique sur le territoire de Percé et des projets d'investissement dans le respect des principes du développement durable.
LA SDEP contribue à la prospérité des collectivités du Grand Percé en agissant comme un catalyseur dans la mobilisation et à la concertation des intervenants locaux.
Elle rassemble et propulse une économie portée par l’entrepreneuriat, l’économie sociale, le tourisme, le commerce et la culture, et favorise l’amélioration du milieu de vie tout en étant ancrée dans les principes du développement durable. Parmi les projets majeurs de la SDEP, on dénote l'école d'agriculture et de permaculture de Val-d'Espoir.

## Innovation
Depuis quelques années ville de Percé se concentre sur la création d'objets connectés et de technologies qui permettent aux citoyens et visiteurs de mieux comprendre l'écosystème environnant ainsi que d’être plus conscient des enjeux écologiques. Parmi ces développements technologiques, on note l’utilisation de:
- Rover:

Il s'agit d' une nouvelle technologie qui  permet de détecter automatiquement les nids-de-poule. La Ville de Percé a récemment été invitée à faire partie d’un groupe de travail d’environ quarante municipalités canadiennes qui testeront sur leurs routes un outil de détection automatique des nids-de-poule. Cette technologie baptisée «Rover» est capable de détecter automatiquement des nids-de-poule et d’autres imperfections de la route jusqu’à une vitesse de 120 km/h.
Additionnellement, la ville de Percé utilise d'autres technologies pour l’entretien et la réparation de ses infrastructures, comme la technologie American Road Patch.
- Rue commerciale éco-consciente:

Depuis 2019, la Ville de Percé travaille en partenariat avec la Régie intermunicipale de traitement des matières résiduelles de la Gaspésie (RITMRG) à l’élaboration de ce projet. En partenariat avec Consulchem, L’École de technologie supérieure (ÉTS) et l’Université Laval, la Régie intermunicipale de traitement des matières résiduelles de la Gaspésie (RITMRG) est responsable de développer la formulation innovante pour l’asphalte pour paver la rue.
- La promenade de la grave:

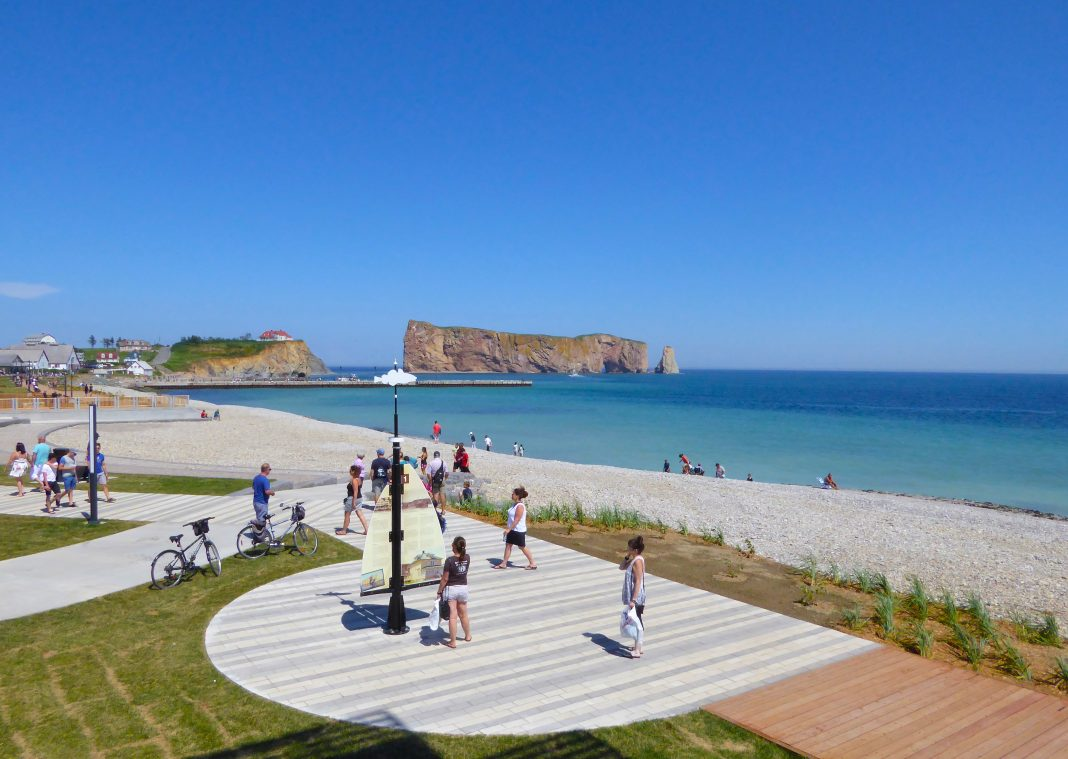
Promenade Percé.

La promenade de la Grave est un lieu public qui mise sur une technique de recharge de plage. Depuis déjà vingt ans, le noyau patrimonial de Percé subit d’importants effets des changements climatiques. Par conséquent, de nombreux changements de températures et tempêtes ont endommagé la ville et son littoral. Il s'agit d'un projet d’AECOM réalisé en collaboration avec Tetra Tech et la Ville de Percé et qui s’inscrit dans un engagement municipal de réhabilitation durable de la ville et son environnement.
Les travaux de recharge de plage ont été réalisés en 2017 et à la suite de la tempête du 31 décembre 2016, la Ville a pu avoir accès à un décret d’urgence découlant du Programme général d’aide financière lors de sinistres réels ou imminents du ministère de la Sécurité publique (MSP).

## Redevance réglementaire
La Ville de Percé reçoit de nombreux visiteurs par an et investit des montants importants dans ses infrastructures touristiques. En imposant une redevance réglementaire sur la fourniture de certains biens et services, la Ville décide de mettre à contribution ses visiteurs de manière à leur offrir des services et des infrastructures touristiques de qualité.
Cette redevance prend la forme d’un montant ajouté au prix de certains biens et services. Elle impose un frais de 1,00 $, pour toute transaction de plus de 20,00 $. Ce fonds sert exclusivement à financer la construction, l’aménagement, l’entretien, la gestion et l’exploitation des infrastructures touristiques municipales.

## Attraits

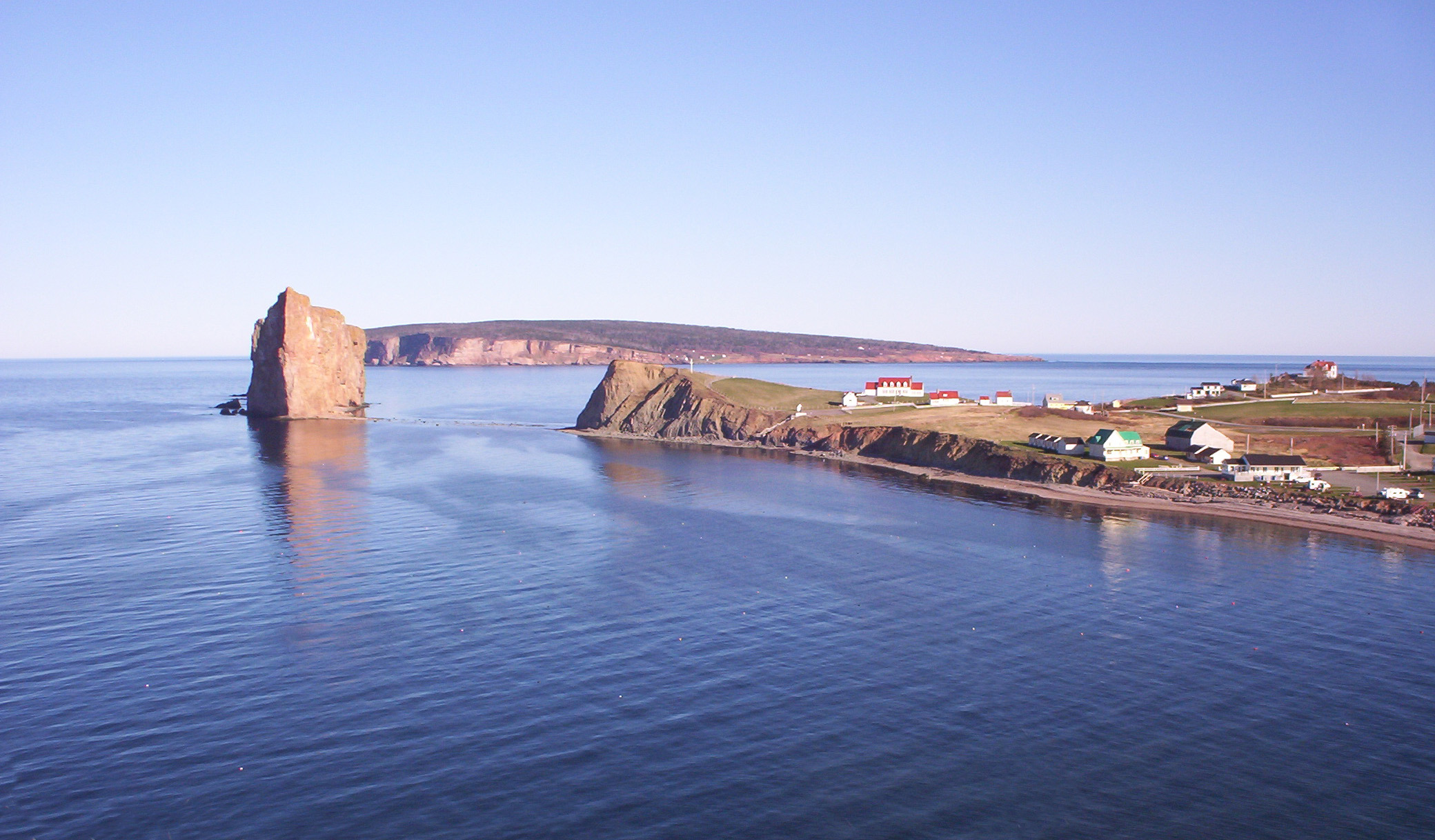
Parc national de l'Île-Bonaventure-et-du-Rocher-Percé.

Percé donne accès au parc national de l'Île-Bonaventure-et-du-Rocher-Percé, refuge d'une colonie de fous de Bassan accueillant plus de 120 000 de ces oiseaux du mois d'avril au mois d'octobre, faisant de cette colonie la plus importante au monde, en plus d'être facile d'accès.
Les gens visitant Percé peuvent aussi jouir des plages environnantes où il est possible d'y trouver des agates.
Le pavillon d'accueil du géoparc de Percé suscite la réflexion sur l'origine géologique de Percé.
Les marcheurs peuvent gravir le mont Sainte-Anne dominant le village de Percé. Une plateforme vitrée suspendue dans le vide peut donner des vertiges aux aventuriers. À côté, une tyrolienne est à la disposition des amateurs de sensations fortes.
Le parc municipal de la Rivière Émeraude avec sa cascade d'eau qui se jette dans un bassin aux reflets vert émeraude offre un accès sécuritaire au lieu.
Sur le plan culturel, il est possible de découvrir l'art des artisans locaux à la Vieille usine de L'Anse-à-Beaufils.

## Géoparc mondial UNESCO de Percé
Le géoparc mondial UNESCO de Percé (Canada) se situe au cœur des Appalaches, longue chaîne de montagnes de l'Est de l'Amérique du Nord. La formation des montagnes de la région ainsi que les événements magmatiques et tectoniques qui s'y sont produits sont liés à l'ouverture de l'océan Atlantique pendant le Jurassique et le Crétacé. Ce territoire abrite nombre d'écosystèmes à la faune et à la flore variées.
En 2018, Percé a rejoint la prestigieuse liste des Géoparcs mondiaux de l’UNESCO. Le parc propose des activités originales et uniques, des sensations fortes, des expériences ludiques, des activités de plein air et aussi de magnifiques découvertes géologiques.
Parmi les activités offertes, on retrouve l’expérience multimédia TEKTONIK, qui propose un voyage virtuel à travers 500 millions d’années d’histoire géologique, ainsi que vingt-trois géosites et leurs belvédères .

## Prix et distinctions

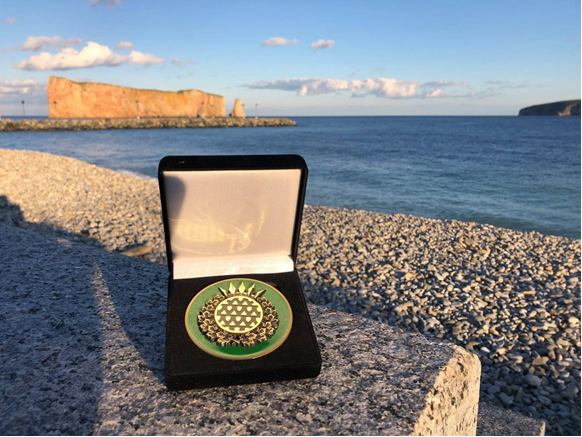
Prix Percé.

Percé a reçu de nombreux prix, dont le prix d’excellence du conseil régional de l’environnement de la Gaspésie décerné pour ses initiatives déployées à la grandeur de son territoire dans un esprit de développement durable et écoresponsable. La Ville a aussi été nommée finaliste du prix leadership municipal lors du congrès annuel de la Fédération québécoise des municipalités (FQM), pour son projet de rue commerciale éco-consciente.
Parmi d’autres nombreuses distinctions, on retrouve :
- 2021 — Ville de Percé | Lauréate du Prix pour service exemplaire en sécurité civile (PSESC) pour son projet de protection et de réhabilitation du littoral[61].
- 2021 — Ville de Percé | 18e prix d'excellence du conseil régional de l'environnement (CREGÎM)[62].
- 2018 — Ville de Percé | Lauréate du prix Mérite québécois de la sécurité civile, dans la catégorie «Prévention et connaissance des risques» pour l’accomplissement de son projet de protection et de réhabilitation du littoral de l’anse du Sud de Percé[63].
- 2018 — Ville de Percé | Lauréate du Prix national de design urbain 2018 par la division Design+Urbanisme+Économie d’AECOM[64].
- 2017 — Ville de Percé | Le Comité ZIP Gaspésie décerne son 1er prix Méduse à la Ville de Percé pour son projet de protection et de réhabilitation du littoral de l’anse du sud[65].
- 2015 — Ville de Percé | Prix Action municipale 2015. La ville a été récompensée pour le projet « Une marche dans le temps », un circuit historique et patrimonial pionnier dans la province en matière d’utilisation et d’intégration des nouvelles technologies dans la valorisation du patrimoine[66].

## Jumelage
- Île d'Yeu, France

## Dans la culture populaire
- Le long-métrage québécois d'Alain Chartrand, La Maison du pêcheur (2013), dont l'intrigue se déroule dans le village de Percé en 1969, un an avant la Crise d'Octobre.
- Une partie de l'intrigue du jeu vidéo Assassin's Creed Rogue (2014) a lieu à Percé[67]. Il est possible d'y apercevoir le Rocher Percé, qui aurait toutefois dû présenter deux trous au milieu du XVIIIe siècle, période lors de laquelle se déroule l'action du jeu.
- Percé est le théâtre de plusieurs nouvelles du recueil Glauque : Là où la terre se termine (Joyce Baker, Québec Amérique, 2020). L'autrice y reprend, entre autres, l'histoire de la Blanche du Rocher et de la Table à Rolland.

## Galerie

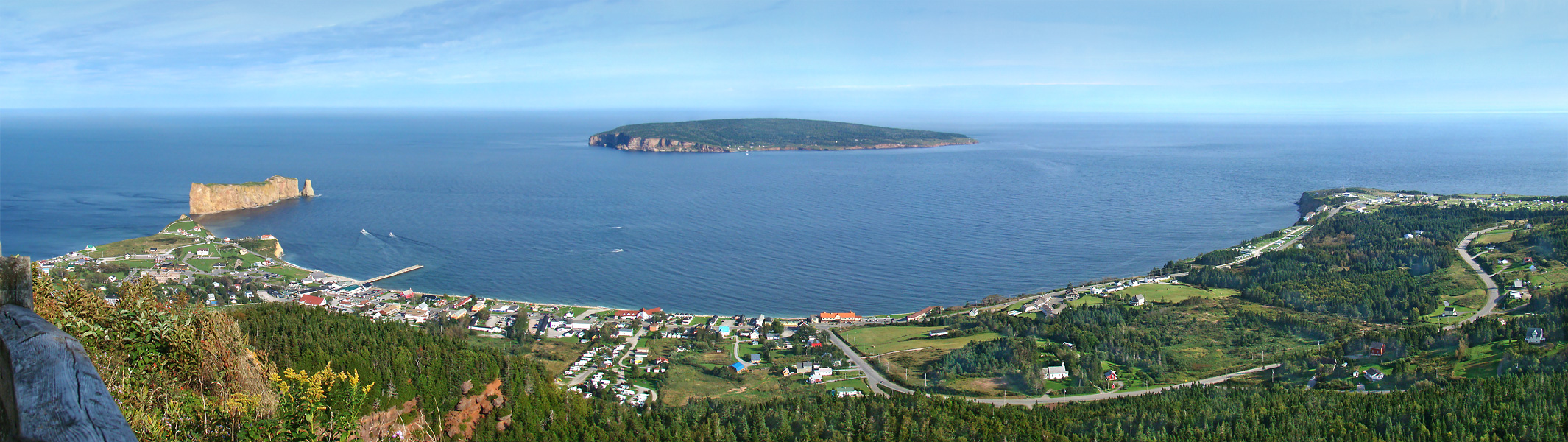
Vue panoramique depuis le mont Sainte-Anne, s'étalant du Rocher Percé au Cap Blanc.

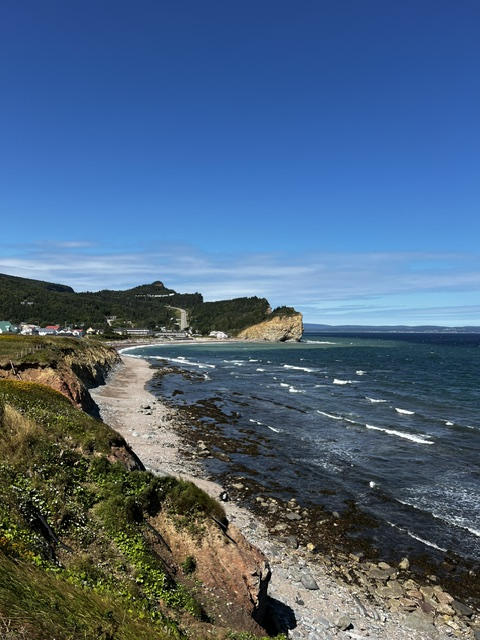
Photographie de la côte à Percé.

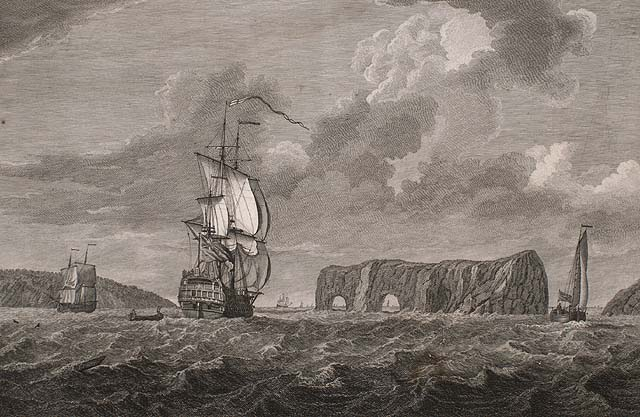
Estampe de 1768.
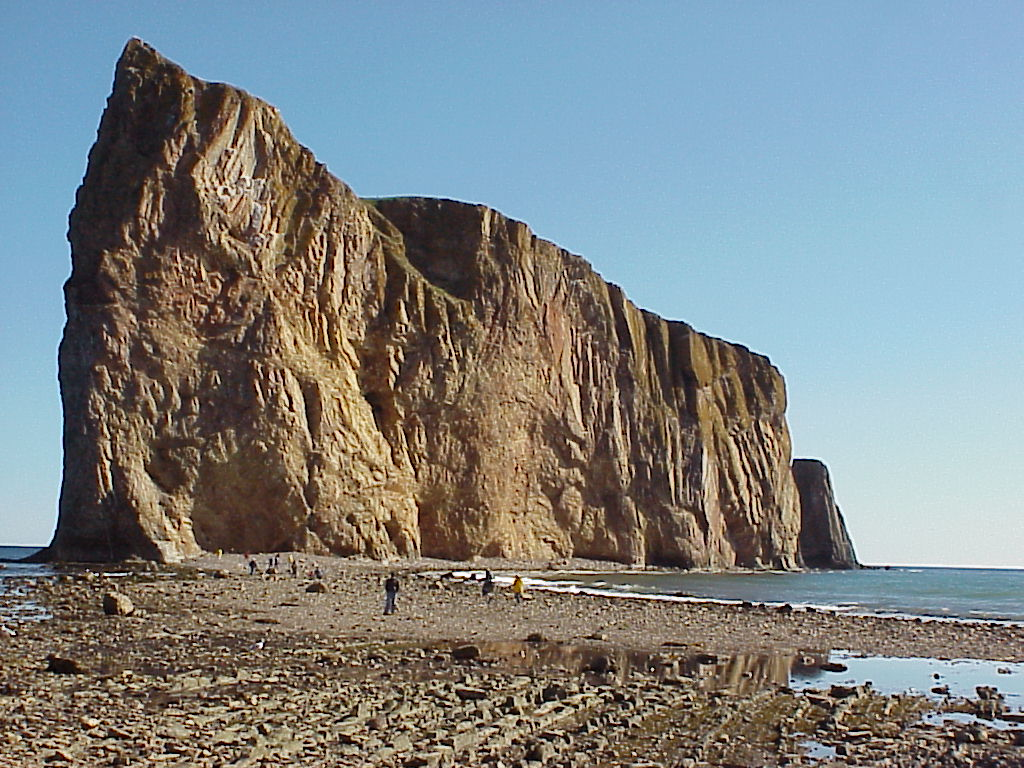
Le Rocher Percé à marée basse.
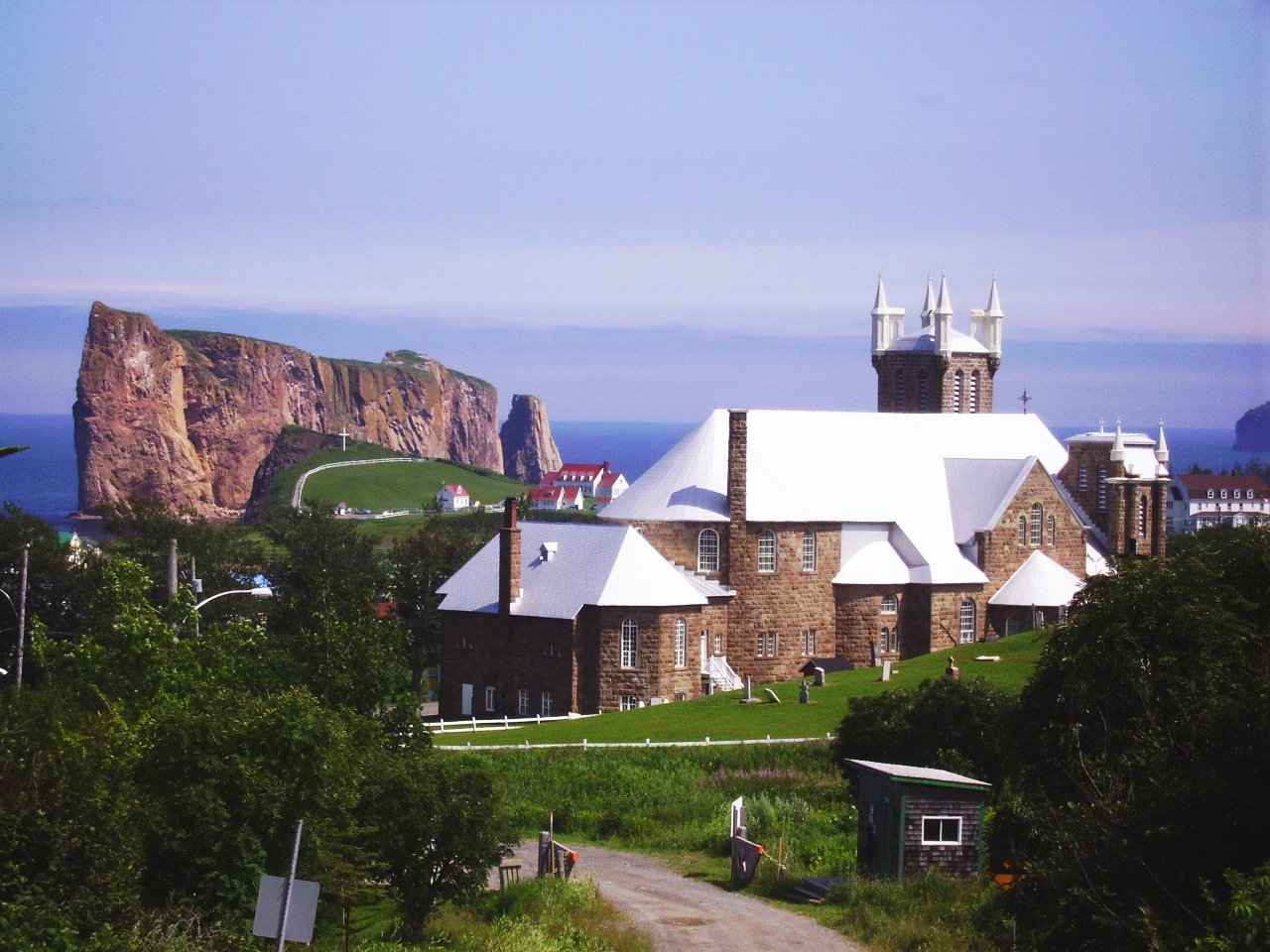
L'église et le rocher.
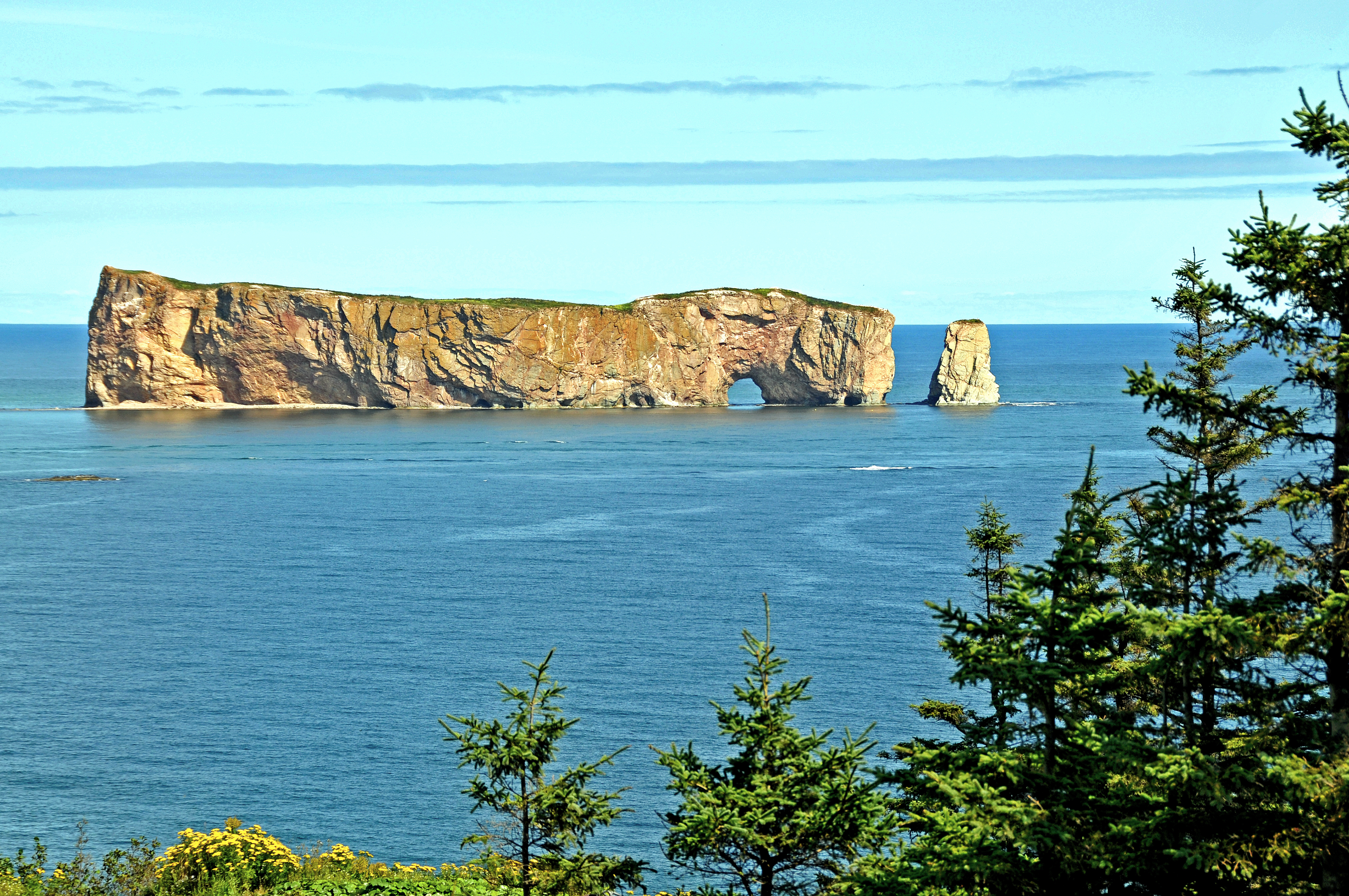
Le Rocher Percé et le stack voisin, l'Obélisque.
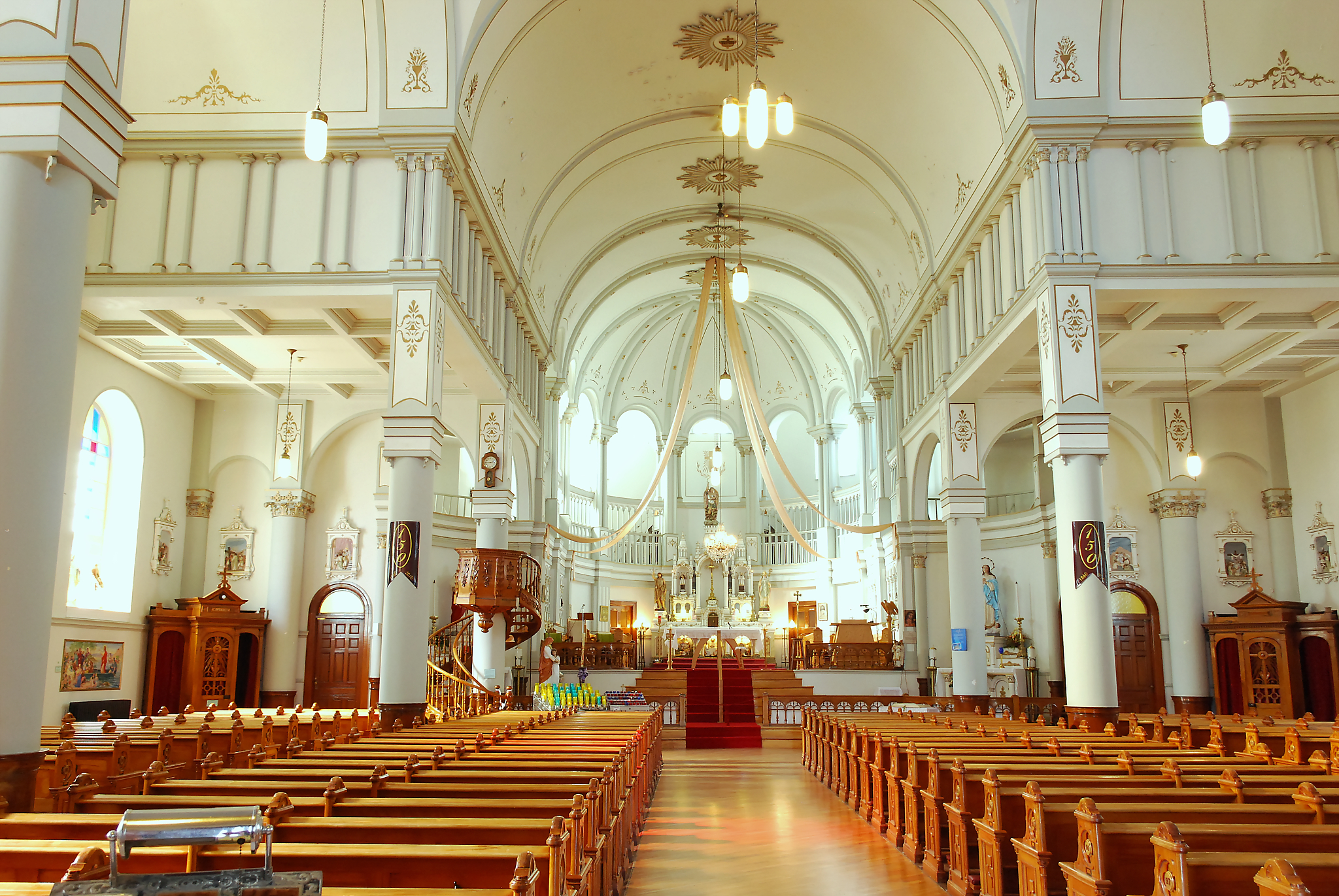
Église Saint-Michel de Percé en 2015.
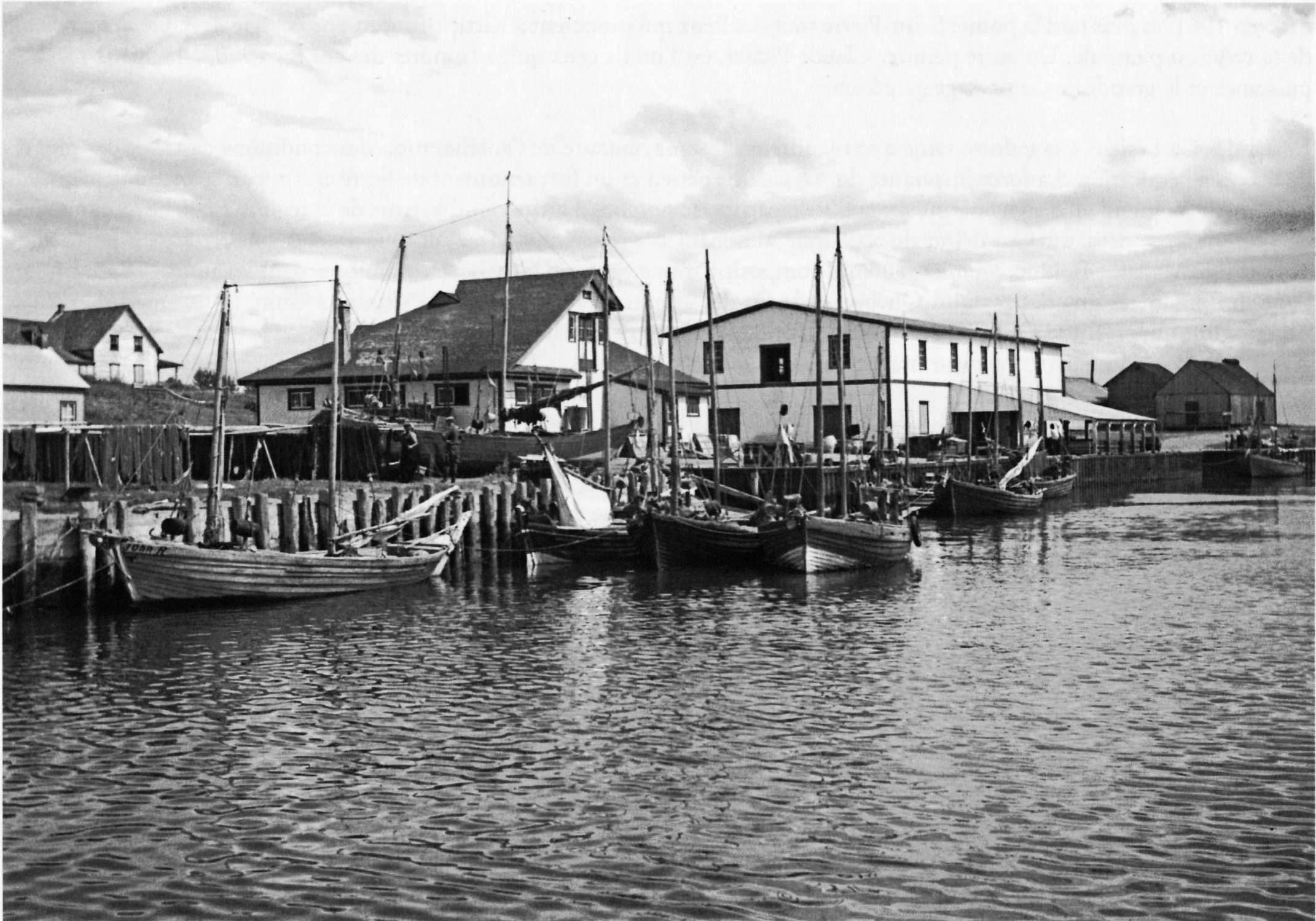
L'Anse-à-Beaufils, 1949.
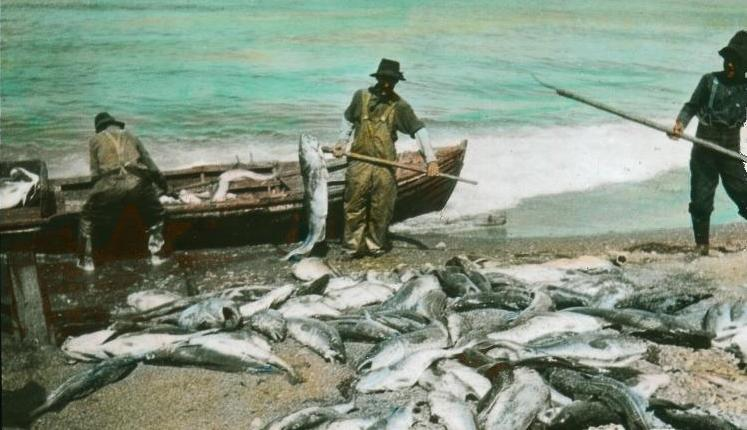
Déchargement de la morue, vers 1925.